# Segment D
| subclasse de | automòbil                     |
| sèrie        | Classificació dels automòbils |

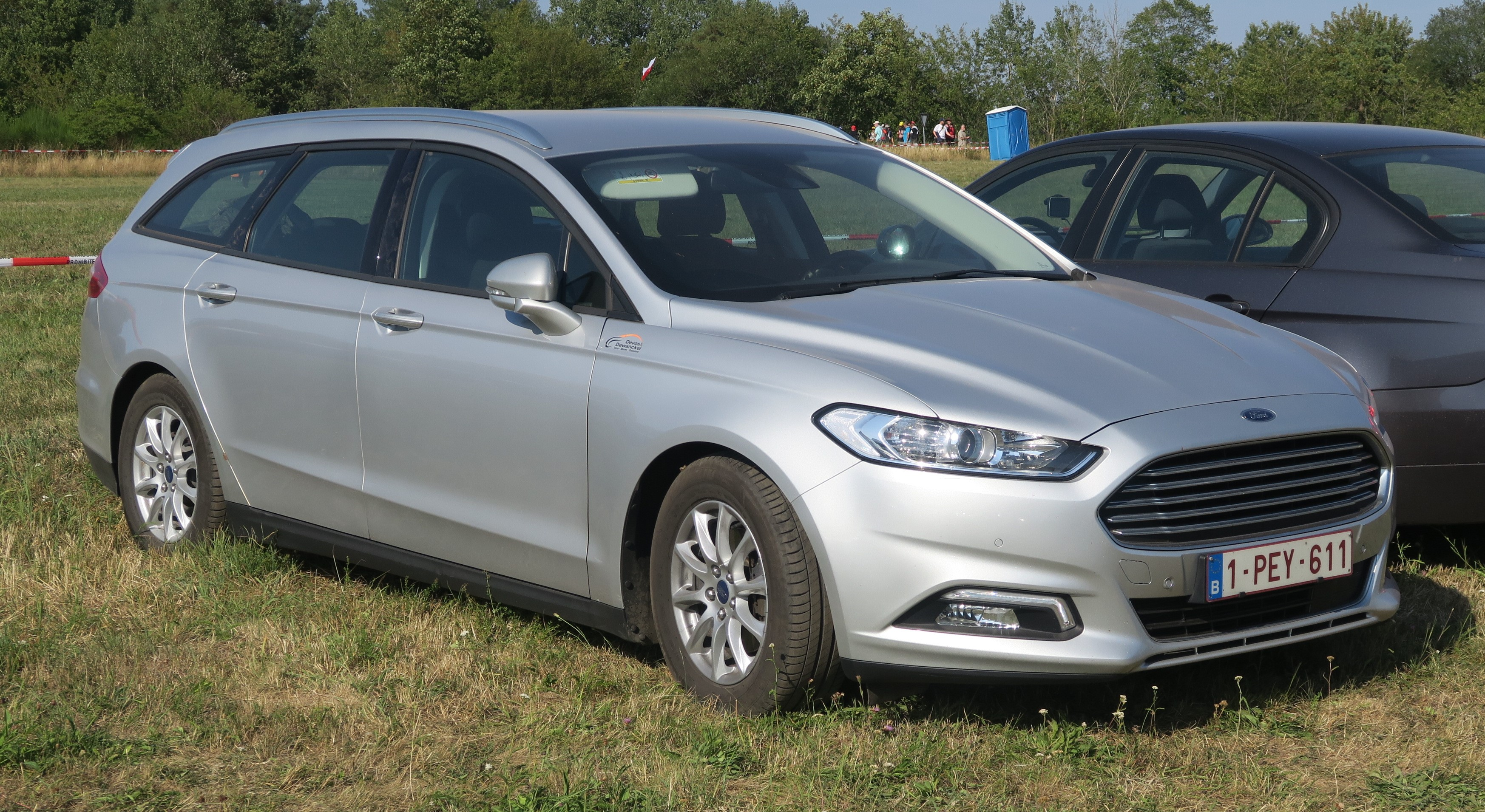
Ford Mondeo, un automòbil del segment D muntat a la factoria d'Almussafes.

El segment D és un segment d'automòbils que s'ubica entre els segments C i E. Generalment tenen espai per a cinc adults, o per a set o vuit adults en el cas dels monovolums.
Actualment aquests automòbils mesuren aproximadament entre 4,50 m i 4,85 m de llarg, sigui en carrosseria liftback, sedan, familiar o monovolum. Els models més econòmics solen ser més llargs, mentre que els més costosos solen ser més curts, tenir un voladís davanter i batalla més grans. Els motors van en el primer cas des de quatre cilindres de 1.6 litres de cilindrada fins a sis cilindres de 3.0 litres, i en el segon fins a vuit cilindres de 6.2 litres (vegeu BMW M3).
Dins del segment D hi ha diversos subsegments que corresponen als tipus d'automòbil. Un automòbil de turisme del segment D se sol denominar "automòbil mitjà" o "mitjà gran"; un automòbil tot terreny d'aquesta mida es diu "tot terreny mitjà"; i un monovolum del segment és un "monovolum gran".
Entre els models d'aquest segment hi ha: SEAT Tarraco, Ford Mondeo i Ebro S800 entre d'altres.